# Jens Peter Müller
Jens Peter Müller (født 4. juli 1797 i København, død 9. marts 1863) var en dansk skuespiller og teaterdirektør, far til Frederik Müller.
Han var søn af borger og brændevinsbrænder Christian Müller og Frederikke Lovise Lynge. Han var bestemt til studeringer og besøgte i fire år det Schouboeske Institut, forandrede da sin plan og kom siden til at arbejde på forskellige kontorer i et tidsrum af to år, bl.a. som sekretær i Postvæsenet til 1829, hvorefter han siden dyrkede skuespillerkunsten. Han blev i efteråret 1828 engageret ved det offentlige teater i Christiania og blev siden direktør for et skuespillerselskab, som gav forestillinger i danske provinser. Senere blev Müller direktør for Odense Teater.
Han udgav 1826 i Aalborg digtsamlingen Poetiske Forsøg og oversatte i 1827 Hedevig: Banditbruden, som var et drama i tre akter af Theodor Körner.
Han blev gift 12. marts 1824 med Eline Erasmine Nielsen (1803-1869), datter af koffardikaptajn Valentin Nielsen, som senere blev told- og konsumtionsbetjent i Faaborg.